# Инцидент у Симферопољу 2014.
Инцидент у Симферопољу 2014. односи се на догађај из 18. марта 2014. Украјински војник и руска козачка паравојска су убијени у првом случају крвопролића током руске војне интервенције у Украјини и анексије Крима од стране Руске Федерације.
Руски медији и кримске власти објавили су дан након тога да је 17-годишњи Украјинац приведен, али је сутрадан кримски тужилац негирао било какво привођење.
Ниједан од извештаја о овом догађају није могао да се провери независно. Украјинске и кримске власти дале су опречне извештаје о догађају. Двојица страдалих имали су заједничку сахрану којој су присуствовале и кримске и украјинске власти. Догађај је и даље под истрагом и кримских власти и украјинске војске.

## Украјинска верзија

### Упад на украјински војни објекат
18. марта 2014. у 15 часова, 15 маскираних наоружаних људи обучених у руске униформе без обележја, упали су у 13. фотограметријски центар Централне војно-топографске и навигационе управе у Симферопољу, на Криму. Базом су управљали украјински војници, а од 13. марта је била потпуно окружена проруским и кримским снагама за самоодбрану. Проруске снаге су захтевале да гарнизон преда базу или ће у супротном силом заузети центар.
Иако је нејасно како је инцидент у почетку почео, појавили су се извештаји о проруском припаднику самоодбране који је покушао да се попне на зид базе, а украјински стражари су му рекли да се врати. Свађа је ескалирала у пуцњаву коју су размениле обе стране и у јуриш на саму базу. Међутим, сведочења цивила су указивала на то да су се јединице самоодбране и милиционери спремали за могући јуриш на базу пре било каквог сукоба.
Војник Сергеј Кокурин, украјински млађи официр на стражарском торњу који надгледа базен возила у бази, смртно је повређен у врат током пуцњаве. Други украјински војник је погођен у врат и евакуисан је са неколико кола хитне помоћи. Хитна помоћ је омогућила улазак на лице места од стране јединица за самоодбрану, које су запечатиле базу за новинаре. Ова смрт је означила прву војну смрт у руском преузимању Крима. Поред официра, кримске власти су пријавиле да је убијен и етнички руски добровољац, иако је нејасно да ли је убијен од отпора украјинским трупама или случајном пријатељском ватром (оба је пријављена).
Уследила је јуришница преузимањем парка који се налази у оквиру базе и украјинског командног центра. Према наводима цивила и новинара на лицу места, у нападу је учествовало укупно 15 необележених војника, наоружаних пушкама и АК-47, уз подршку два војна возила са руском заставом. Украјинског војника који је патролирао у парку војници самоодбране претукли су паром гвоздених шипки током заробљавања. Стање војника је пријављено као тешко, према војним извештајима.
Пуцњава је настављена све док украјински командант, пуковник Андрии Андриусхин, није ухваћен. Узет је као таоца, заједно са још неколико војника, како би ушао у наутичку зграду базе, где се преостало украјинско особље забарикадирало на другом спрату, одбијајући да се преда. Украјинског команданта испитивале су руске трупе, а наводно је после тога изјавио да је пребегао „народу Крима“.
Преговори о предаји наутичке зграде и украјинских трупа унутра настављени су до уторка касно увече, када су преговори о њиховој предаји. Укупно 18 преосталих украјинских војника су притворили и ухапсили наоружани људи. Војници су распоређени у редове и конфисковани су сви идентификациони знаци, оружје и новац по налогу кримске полиције. До 24. марта, преостале украјинске трупе које су заробљене током сукоба ослобођене су, неповређене.

### Реакције владе
Привремени украјински премијер Арсениј Јацењук оптужио је Русију за ратни злочин због инцидента. „Данас су руски војници почели да пуцају на украјинске војнике и ово је ратни злочин без икаквог истека рока застарелости“. Вршилац дужности украјинског председника Олександр Турчинов је сугерисао да се руска анексија Крима прелази из политичке фазе у војну фазу. фаза, након објаве погибије војника. У ноћи 18. марта издао је наређење, дозвољавајући украјинским војницима да користе своје оружје за одбрану. Украјинска влада је објавила саопштење у којем се наводи да кораци које Русија подсећа на оне које је предузела нацистичка Немачка и њена анексија територија пре почетка Другог светског рата.
Владимир Путин и самопроглашена република Крим су истог дана потписали Уговор о приступању Републике Крим Русији, чиме су независну Републику Крим и формално присајединили Руској Федерацији као два федерална субјекта – Републику Крим и савезни град Севастопољ.

### Међународне реакције
Британски премијер Дејвид Камерон рекао је: „Кораци које је данас предузео председник Путин у покушају да припоји Крим Русији су флагрантно кршење међународног права и шаљу језиву поруку широм европског континента. Русија ће се суочити са озбиљнијим последицама и ја ћу инсистирати Европски лидери да се договоре о даљим мерама ЕУ“.

## Руска верзија

### Наводни "снајпериста"
Руска државна медијска организација Вести ФМ је 19. марта 2014. године, позивајући се на владу и полицију Крима, известила да су власти ухапсиле неименованог „снајперисту“ у вези са убиствима, 17-годишњег становника Лавова и припадника Десног сектора. Сергеј Аксјонов, де факто шеф Крима, потврдио је извештај на Твитеру. Десни сектор, украјинска десничарска политичка партија која је била доминантна тема у извештавању руских вести о Украјини, раније је 27. фебруара изјавила да нема намеру да иде на Крим.
Сутрадан је, међутим, Интерфакс-Украјина известио да је кримски тужилац негирао хапшење, а његов службеник за штампу је изјавио да „Информација о притварању стрелца није потврђена. То је нетачно. Нажалост, још нико није приведен“.

## Учествовање Игора Стрелкова
Игор Стрелков, командант проруских снага у рату у Донбасу 2014. године, признао је у интервјуу који је дао 20. новембра 2014. да је био задужен за напад на Центар.
Био сам задужен за једину јединицу кримске милиције, чету специјалаца, која је извршавала борбене задатке. Али после борбе за картографску базу када су погинула 2 човека (ја сам био командир те битке), чета је распуштена и њени чланови су се разишли.

— Igor Strelkov, Newspaper "Zavtra", 20 November 2014
— Игор Стрелков, Новине „Завтра“, 20. новембар 2014

## Истрага главног тужиоца Крима
Инцидент је истражила главни тужилац Крима Наталија Поклонскаја.

### Иницијално саопштење главног тужиоца Крима
Дан након инцидента, Поклонскаја је известила да су истражне службе утврдиле следеће:
„Неколико ненаоружаних званичника руског министарства одбране дошло је у украјинску војну базу да разговарају о питањима картографије. Овај састанак су договорили и командант базе и Кијев. Док су били у бази, кримске снаге самоодбране су пуцане ван база.
Испаљена је серија хитаца како на украјинске војнике тако и на припаднике снага самоодбране Крима. Жртава је било на обе стране: погинуо је један козачки самоодбрамбени војник, а други је рањен. Један украјински војник из војне базе је погинуо, а други је рањен.
У време прве изјаве Поклонске, тачан положај и број стрелаца били су непознати.
Место догађаја је прегледало шест истражних група, укључујући криминологе, детективе из тужилаштва Републике Крим, детективе из главног одељења Министарства унутрашњих послова [Украјине или Русије?] и припаднике сродних служби.
Обављено је неколико вештачења, укључујући и судско-медицинске прегледе. Балистичка испитивања су настављена, заједно са интервјуима сведока.